# جيف فرنسيس
جيف فرنسيس هو لاعب كرة قاعدة كندي، ولد في 8 يناير 1981 في فانكوفر في كندا.

## وصلات خارجية
- جيف فرنسيس على موقع دوري كرة القاعدة الرئيسي (الإنجليزية)
- جيف فرنسيس على موقعبيزبول رفرنس.كوم (الدوري الرئيسي) (الإنجليزية)
- جيف فرنسيس على موقعبيزبول رفرنس.كوم (الدوري الثانوي) (الإنجليزية)
- جيف فرنسيس على موقع إي إس بي إن.كوم (أم.أل.بي) (الإنجليزية)
- جيف فرنسيس على موقع مشجعي الرسوم البيانية (الإنجليزية)